# Stranger on Horseback
Stranger on Horseback és una pel·lícula nord-americana Anscocolor de 1955 dirigida per Jacques Tourneur i protagonitzada per Joel McCrea El guió està basat en una història de Louis L'Amour. Es va rodar a Sedona, Arizona i els seus voltants.

## Argument
Rick Thorne, un jutge de circuit, entra a Bannerman i descobreix que tot a la ciutat està controlat pel ric ramader Josiah Bannerman i els seus parents. Coneix el xèrif Nat Bell i el fiscal de districte Buck Streeter i li pregunta per què l'arrogant fill de Bannerman, Tom, s'ha sortit amb la seva mata a un home sense cap arrest ni judici.
No se li ofereix cap ajuda, Thorne s'enfronta a Tom i després l'empresona. Coneix la bella neboda de Bannerman, Amy Lee, que se sent atreta per Thorne però dubta que el seu cosí Tom sigui un assassí a sang freda.
Thorne troba aliats en Caroline i Vince Webb, que són propietaris d'una armeria i estan disposats a declarar amb proves contra Tom al tribunal. En Thorne s'adona que ha de portar a Tom i els Webb a una ciutat diferent si vol obtenir un judici just. Bannerman i els seus homes els persegueixen, i Amy Lee observa com Tom provoca deliberadament la mort de Vince Webb. Amb el temps, Thorne porta el presoner a la ciutat següent amb seguretat, i Amy Lee va als tribunals per donar-li suport.

## Repartiment
- Joel McCrea com el jutge Richard 'Rick' Thorne
- Miroslava com a Amy Lee Bannerman
- Kevin McCarthy com a Tom Bannerman
- John McIntire com a Josiah Bannerman
- John Carradine com a coronel. Buck Streeter
- Nancy Gates com a Caroline Webb
- Emile Meyer com el xèrif Nat Bell
- Robert Cornthwaite com a Arnold Hammer
- Jaclynne Greene com a Paula Morrison
- Walter Baldwin com a Vince Webb
- Emmett Lynn com a Barfly
- Roy Roberts com a Sam Kettering
- George Keymas com a seqüència de Bannerman
- Lane Bradford com a Kettering Henchman (sense acreditar)
- Dabbs Greer com a empleat de l'hotel (sense acreditar)
- Frank Hagney com a bartender (sense acreditar)